# 哈德遜林蔭路3號
哈德逊林蔭路3号（3 Hudson Boulevard），前称吉拉索雷大厦，是规划在纽约市地狱厨房建设的一栋超高建筑。该建筑的规划施工计划于2013年开始，預計2021年完工。其预计高度为66层1,060英尺（323）。